# صوت نطعي
| نقطة النطق (مخرج حرف) |
| 1. شفوي - شفتاني - أسناني شفوي 2. شفوي لساني 3. نطعي - بين أسناني - أسناني - لثوي - ارتدادي - لثوي غاري - غاري لثوي 4. خلفي - غاري - طبقي - لهوي 5. حلقي 6. حنجري |

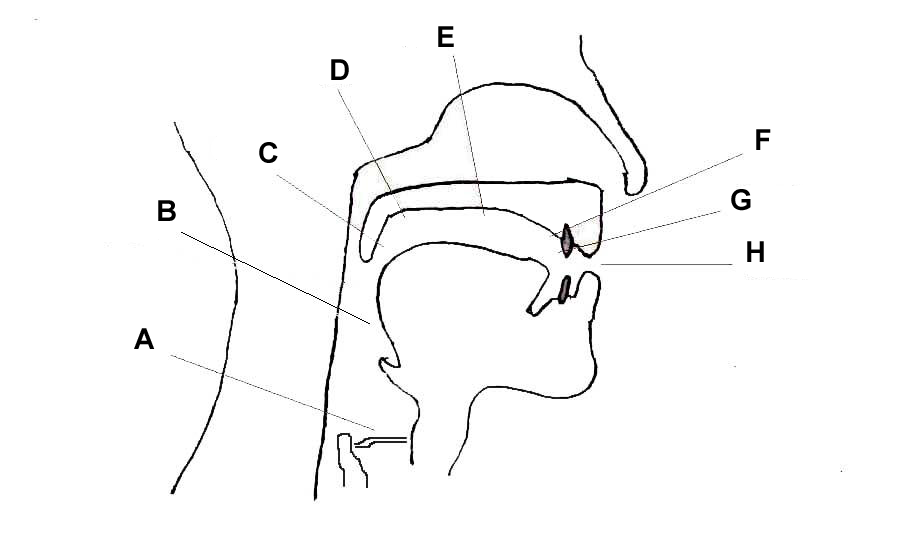

الصوت النطعي (بالإنجليزية: coronal consonant) هو صوت ساكن (صامت) يُنطَق عن طريق الجزء الأمامي المَرِن من اللسان. ويمكن تقسيم الصوامت النطعية إلى ذلقية/أمامية (باستخدام طرف اللسان) وأسلية/نصلية (باستخدام نصل اللسان). وكذلك إلى أسنانية وبين أسنانية (كالثاء والذال) وارتدادية (بانثناء طرف اللسان) وتحتية (باستخدام الجانب السفلي من اللسان) ولثوية (مثل السين والزاي) ولثوية غارية (مثل الشين) وكذلك بعض المخارج النادرة مثل الغارية اللثوية.

## أمثلة
تُعد الصوامت النطعية من أكثر الأصوات شيوعاً في لغات العالم. ومن أمثلتها ما يُطلَق عليه الحروف الشمسية مع لام التعريف في اللغتين العربية والمالطية، والتي تشترك في مخارجها النطعية.